# Cryptoblepharus aldabrae
Cryptoblepharus aldabrae är en ödleart som beskrevs av  Richard Sternfeld 1918. Cryptoblepharus aldabrae ingår i släktet Cryptoblepharus och familjen skinkar. Inga underarter finns listade i Catalogue of Life.